# General Donovan megye
General Donovan egy megye Argentínában, Chaco tartományban. A megye székhelye Makallé.

## Települések
A megye nagyobb települései (Localidades):
- La Escondida
- La Verde
- Lapachito
- Makallé

Kisebb települései (Parajes):